# Euceros rufocinctus
Euceros rufocinctus är en stekelart som först beskrevs av William Harris Ashmead 1906.  Euceros rufocinctus ingår i släktet Euceros och familjen brokparasitsteklar. Inga underarter finns listade i Catalogue of Life.